# Karlheinz Schreiber
Karlheinz Schreiber (25 mars 1934 à Petersdorf, Thuringe, Allemagne) est un citoyen allemand et canadien, un industriel, un lobbyiste, un trafiquant d'armes et un homme d'affaires. Il a fait manchette relativement au scandale des contributions au CDU (1999), scandale qui a ruiné la réputation du chancelier Helmut Kohl. Schreiber est aussi impliqué dans l'affaire Airbus survenue au Canada car il était lié à Brian Mulroney, ex-premier ministre du Canada. 
Vivant au Canada depuis plusieurs années, il a été extradé en Allemagne le 2 août 2009, où il est inculpé,. En mai 2010, il a été condamné à huit ans de prison en Allemagne pour évasion fiscale.